# Demi-ton diatonique

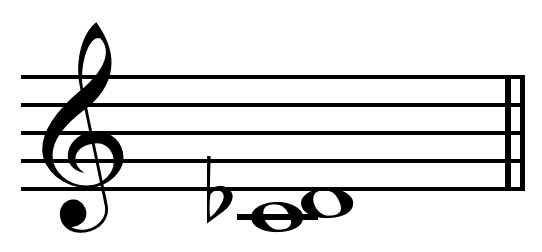
Demi-ton diatonique

En théorie de la musique, le demi-ton diatonique est un intervalle appartenant à l'échelle diatonique. Comme le demi-ton chromatique, il vaut la moitié d'un ton au tempérament égal. Mais tandis que le demi-ton chromatique sépare deux notes de même nom (par exemple : « do-do♯ »), le demi-ton diatonique sépare deux notes de noms différents (par exemple : « do♯-ré », « do-ré♭ », etc.). L'échelle diatonique contient deux demi-tons diatoniques naturels : « mi-fa » et « si-do ».
Le ton, le demi-ton diatonique et le demi-ton chromatique, sont les intervalles de base qui, par addition, permettent d'obtenir tous les autres : tierces, quartes, quintes, etc. Le demi-ton diatonique représente l'intervalle de seconde mineure. Dans la gamme naturelle de Zarlino sa valeur est légèrement supérieure au demi-ton chromatique car son rapport de fréquence est de 16/15 alors que celui du demi-ton chromatique est de 25/24. Dans la gamme de Pythagore, le demi-ton diatonique est à l'inverse légèrement inférieur au demi-ton chromatique. Son autre nom est le limma et son rapport de fréquence est 28/35 alors que celui du demi-ton chromatique ou apotome est de 37/211. La somme des deux demi-tons forment le ton mineur dans la gamme de Zarlino alors qu'elle forme le ton majeur dans la gamme de Pythagore. En effet : 16/15 × 25/24 = 10/9 et (28 × 37) / (35 × 211) = 9/8.

## Transposition
Les altérations permettent, en ajoutant ou en soustrayant un demi-ton chromatique, de transposer les deux demi-tons diatoniques naturels (mi-fa et si-do) à une hauteur quelconque de l'échelle. Par exemple : « mi♭-fa♭ », « si♯-do♯ », « ré-mi♭ », « do♯-ré ».
Elles permettent également de transformer un demi-ton diatonique en ton. Par exemple : « mi♭-fa », « si-do♯ », « mi-fa♯ », « si♭-do ».